# Orneu
Orneu, na mitologia grega, é um filho do rei ateniense Erecteu. A cidade de Orneae tem este nome derivado de Orneu; a cidade participou da Guerra de Troia, mas, em épocas históricas, foi abandonada, com seus cidadãos sendo levados para Argos.
Orneu foi o pai de Peteu, pai de Menesteu, que foi colocado como rei de Atenas por Castor e Pólux nos eventos que se seguiram ao rapto de Helena por Teseu e Pirítoo e seu imprisionamento na Tesprócia.